# Chapelle Notre-Dame-de-Pitié de Marignane
 (janvier 2024).
Si vous disposez d'ouvrages ou d'articles de référence ou si vous connaissez des sites web de qualité traitant du thème abordé ici, merci de compléter l'article en donnant les références utiles à sa vérifiabilité et en les liant à la section « Notes et références ».
Pour les articles homonymes, voir Chapelle Notre-Dame-de-Pitié, Chapelle Notre-Dame et Notre-Dame.
La chapelle Notre-Dame de Pitié est une chapelle implantée à Marignane sur un oppidum du IIIe siècle av. J.-C. désigné sous le nom d'Oppidum de Notre-Dame de Pitié.
La tradition rapporte que le petit oratoire du début du XIIe siècle, Notre-Dame du Défens, entre la chapelle et l’habitation de son gardien, aurait été élevé par Raymond des Baux. En effet, effectivement parti à la première croisade avec son père Guillaume des Baux et son parrain le comte de Toulouse, Raymond échappe, contrairement aux deux autres, aux massacres dont-ils ont fait l’objet en défendant leur position de Tripoli (1105). 
Cet oratoire est étendu plus tard par une chapelle de style XVIIIe siècle. Ce site changera vraisemblablement de vocable après 1638 où dès lors, nombre de chapelles et d’églises passèrent sous le vocable de Notre-Dame de Pitié après que le 15 août, le roi Louis XIII, consacra la France à la Vierge Marie en un rituel pratiqué devant un tableau de Notre-Dame de Pitié.

## 8 septembre: le pèlerinage de la Nativité de Marie
Celui-ci nous est rapporté par le courrier du curé Goiran au curé Roux:
"à l’occasion de la fête de la nativité de la Ste Vierge. Ici c’était plus solennel : je dois vous en souvenir. La veille à la tombée de la nuit, nous allions chercher à la chapelle de Sainte Anne la statue qu’y avait apporté les congréganistes de la Vierge ; puis nous entrions dans le village (ndlr : à la nuit profonde, minuit) , au milieu des ovations de la foule, musique en tête, et avec présence des autorités municipales : c’était très émouvant. Le lendemain, 8 septembre, grande fête, clergé nombreux, procession. Le dimanche qui précédait la fête de St Mathieu nous rapportions la statue à son sanctuaire au milieu d’un cortège important, et là, après la messe et l’allocution du curé, mr le maire lisait une note de consécration au nom de toute la commune."

## Un pèlerinage à la symbolique oubliée
Marie séjourne sur la colline, au ciel. Le 7 septembre, veille de sa naissance, celle-ci est descendue de la colline à la nuit tombée, en catimini, par ses congréganistes pour être installée dans la chapelle Sainte-Anne. En fait, elle descend  du ciel, dans le ventre de sa mère, Sainte-Anne !
À minuit, le 8 septembre donc, Marie quitte la chapelle Sainte-Anne, c’est-à-dire nait de Sainte Anne et est présentée aux fidèles. Elle sera honorée jusqu’à la Saint-Mathieu dans son église paroissiale dont le retable illustre la vie des filles de Sainte Anne.
"Le dimanche qui précédait la fête de la saint Mathieu nous rapportions la statue à son sanctuaire" (curé Goiran au curé Roux). La fête se fait un dimanche mais c’est la Saint Mathieu (le 21 septembre, équinoxe d’automne)  qui est la référence, celui qui reconduit Marie au ciel, un passeur qui permet le passage (patron des douaniers).

## Un miracle en 1865
Le curé Goiran (lettre au curé Roux) en parle ainsi en 1890 :
« Il est cependant, un fait que je tiens à vous signaler parce qu’il jette une vive lumière sur la dévotion de vos chers compatriotes à la Ste Vierge. C’était en 1865. Le choléra faisait de grands ravages à Marseille. Votre cher pays était déjà atteint : nous avions deux cas. La fête du 8 septembre était survenue, j’exhortais la population d’implorer à la protection de Notre-Dame de Pitié. Une vive manifestation eu lieu : la procession fut plus solennelle encore que les précédentes ; les prières se multiplièrent autour de la statue pendant tout le temps que nous la gardions au milieu de nous. Voilà que le fléau ne fit plus de nouvelles victimes… Tout danger ayant disparu, j’engageais les paroissiens à remercier Notre-Dame de Pitié de la protection qu’elle avait bien voulu leur accorder dans cette circonstance et pour manifester ces sentiments… je lus un acte de remerciement que j’ai retrouvé dans un cas similaire… ».

## 1890: l’invention du pèlerinage dit de 1635, l'inondation de la Cadière
En 1890, le curé Roux invente un pèlerinage. Il écrit au curé Goiran après sa première manifestation :
« Je lus un acte de remerciement que j’ai retrouvé dans un cas similaire et que je vous envoie pour ajouter un nouveau degré d’authenticité à montrer. Cet acte de remerciement, je le composais à la hâte et vous n’y trouverez de remarquable ni comme fonds, ni comme forme quoi qu’il en soit je vous l’envoie et vous en ferait l’usage que vous voudrez… ».
Il s’agit là du fameux vœu de la Saint-Mathieu, lu au pèlerinage de la Nativité de Marie, réutilisé, adapté pour le pseudo pèlerinage que le curé Roux substitut à un vœu de prière qui aurait été fait en 1635 par une population sauvée des inondations de la Cadière.